# Феодор II (епископ Ростовский)
Епи́скоп Фео́дор (ум. 1172) — епископ Ростовский; в некоторых рукописях описывается как Феодул, Федорцо, Белый клобучок или Феодорец-Калугер. Именуется «лжеепископом, насильником и хищником», похитившим престол Ростовской епископии в 1169—1170 годах.

## Биография
Он считался родственником какого-то знатного боярина Петра Бориславова и племянником смоленского епископа Мануила Грека — словом, был «рода велика и имеяше богатства много»; был постриженником Киево-Печерского монастыря и потом игуменом суздальским.
Нравом Феодор был «зело лют, дерзновенен и безстуден, телом крепок, язык имеяше чист и бе велеречив, в мудровании злокознен и всем грозен и страшен; нецыи глаголаху, яко от демона есть сей, инии же волхва быти того нарицаху».

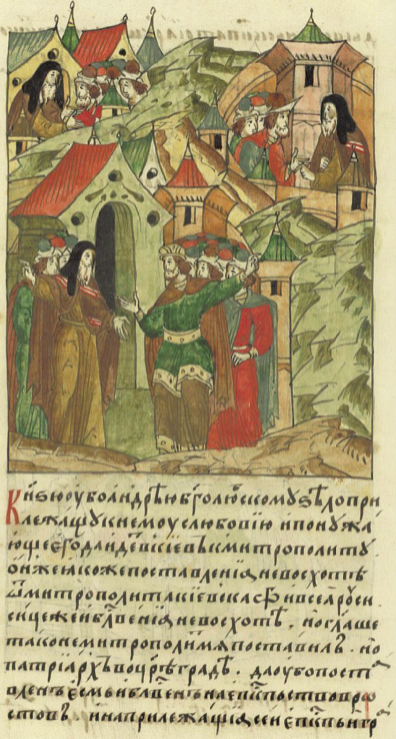
Андрей I Боголюбский просит Феодора ехать в Киев

По сказаниям летописцев, захват Феодором епископского престола произошёл следующим образом: в 1168 году великий князь киевский Мстислав собрал Собор из 150 духовных лиц для решения вопроса о мясоястии; от владимирского князя Андрея Юрьевича Боголюбского на собор был прислан суздальский игумен Феодор с предложением свергнуть киевского митрополита Константина II и избрать нового. Предложение это принято не было; тогда игумен Феодор «со многим златом и сребром» отправился в Царьград к патриарху, которого уверил, что в Киеве митрополита нет, «и ce аз, да поставити мя в митрополита Киеву»; патриарх, однако, не согласился, но Феодора это не смутило. Он принёс патриарху богатые дары «и начат прилежнее молити, глаголя, яко и в Ростове епископа несть, ныне убо постави мене епископа Ростову», так как в России некому поставлять в епископы, ибо в Киеве митрополита нет. Патриарх сдался, и в 1170 году 16 июля Феодор был хиротонисан во епископа Ростовского. Феодор прибыл и жил во Владимире, составлявшем тогда часть Ростовской епархии.
Князь Андрей Боголюбский сначала с любовью принял епископа Феодора и уговаривал его ехать в Киев для получения благословения от киевского митрополита Константина. Епископ Феодор с гордыней отверг добрые советы и не поехал в Киев, «глаголя: не митрополит мене постави Ростову, но патриарх в Царьграде, от кого убо другаго благословения ми искати». Слухи о новопоставленном епископе дошли до митрополита, и он своим посланием известил паству о том, чтобы не признавали Феодора епископом и не принимали от него благословения. Феодор после этого подверг проклятию игуменов и священников, затворил церкви во Владимире и других городах «и не бысть пения нигде же». По сказанию летописей, Феодор укорял не только князя многими досадами и хулениями, но «и на Пречистую Богородицу хулу изглагола». У несогласных он отбирал имения, противящихся подвергал жестоким пыткам, держал в узах и темницах, нагих жёг свечами, иных распинал, иных пополам рассекал, иных в котле варил, причём издевался и над женщинами: «не точию мужи, но и жены честныя». Грозный и страшный «рыкаше аки лев и яко беснуемый от неприязни».

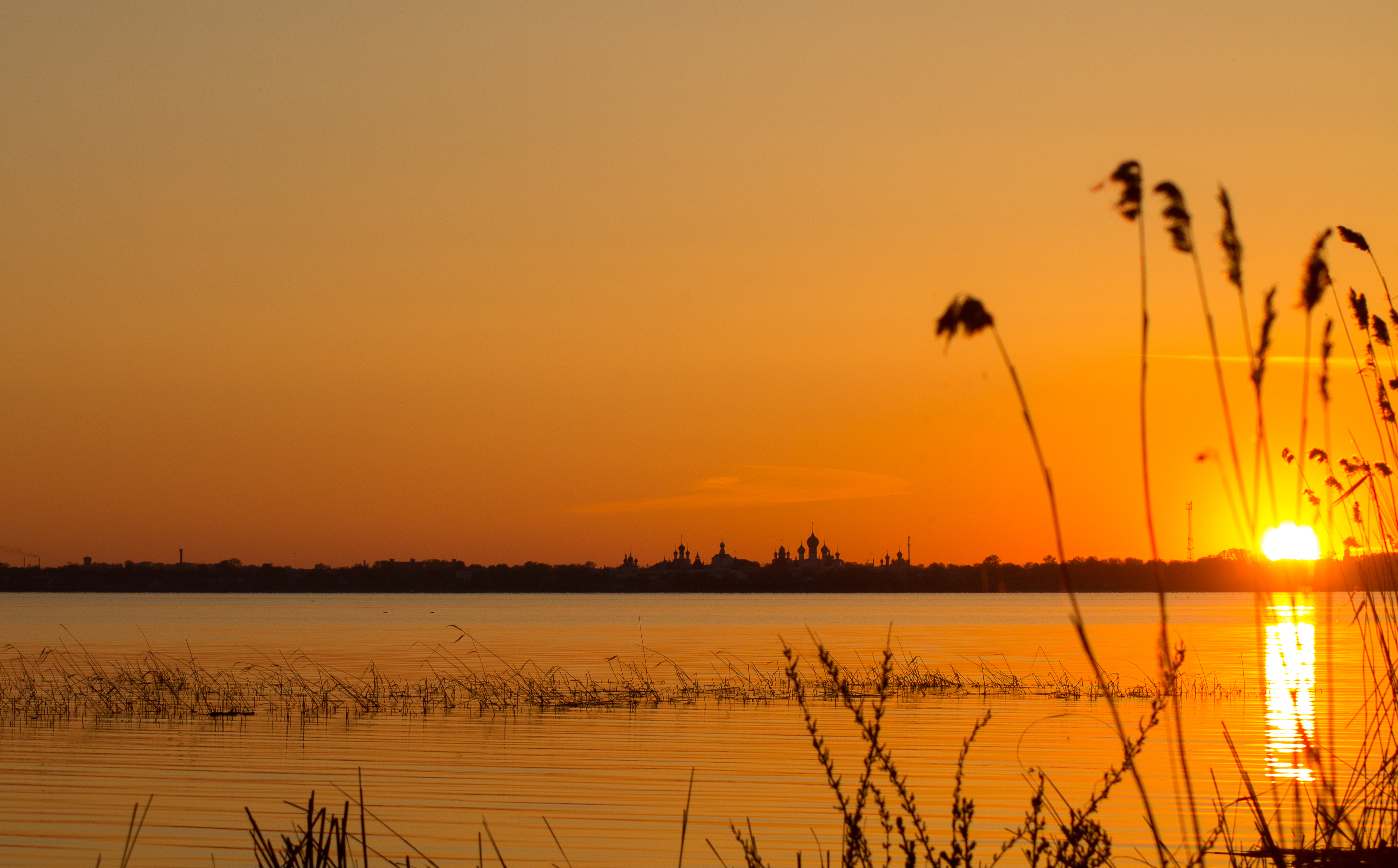
Ростовское озеро (иначе Неро), в котором был утоплен епископ Феодор

Князь со слезами умолял его «престати от гнева и преложитися на кротость и милость», но Феодор был непреклонен. По повелению князя епископ Феодор был закован в железо и отправлен к митрополиту на суд. После допроса и увещания митрополита Феодора ещё «более яряшеся и худая блядословяше», так что митрополит послал его в заточение и на исправление на Песий остров, где он пробыл «все лето не только без покаяния, паче же и на горшая хуления небоязненно простираяся». Видя непокорство Феодора, митрополит отослал его на суд к князю, а князь передал его на суд народного веча. Суд был «без милости»; Феодору отрубили правую руку, отрезали язык, выкололи глаза и с жерновным камнем на шее бросили в Ростовское озеро 8 мая 1172 года. «И тако злый зле погибе»; казнь происходила на так называемом «Вонючем болоте», где теперь находится городская площадь. В синодике церковного имени Феодора нет; «злаго ради жития и кончины его, понеже не дверьми вниде, но прелезе инуде, яко тать, владычествуя яко разбойник и волк хищный, погибе же яко богопротивник», — этими словами завершается летописное сказание о Феодоре.